# GJ 9–14
Die Baureihe GJ 9–14 waren Schlepptenderlokomotiven der dänischen Privatbahn Gjedser Jernbane (GJ) für den Betrieb auf der 1886 eröffneten Bahnstrecke Nykøbing–Gedser.

## Geschichte
Von 1885 bis 1886 errichtete A/S Gjedser Jernbane die Bahnstrecke zwischen Nykøbing Falster und Gedser. Obwohl schon bei der Erteilung der Konzession feststand, dass die Betriebsführung von Det Lolland-Falsterske Jernbaneselskab durchgeführt werden würde, beschaffte die Gesellschaft eigene Dampflokomotiven.
Mit den Eilzuglokomotiven wurden schnelle durchgehende Züge zwischen den Bahnhöfen und Häfen Orehoved an der Strecke Nykøbing–Orehoved und Gedser über Nykøbing befördert.
Die GJ 9–12 wurden 1886 mit den Baunummern 952–955 von der AG Vulcan Stettin in Stettin beschafft. Die Lokomotiven hatten Allansteuerung, Ramsbottom-Sicherheitsventile, eine Saugluftbremse für die Zugförderung und eine Handbremse am zweiachsigen Tender.
In gleicher Ausführung folgten vom gleichen Hersteller 1892 mit den Baunummern 1300 und 1301 die Lokomotiven GJ 13 und 14.

## DSB S (I)
Mit der Übernahme der von der A/S Gjedser Jernbane erbauten Strecke am 1. Januar 1893 durch die Danske Statsbaner (DSB) wurden die sechs Lokomotiven mit übernommen und erhielten die Baureihenbezeichnung S.
Bei den DSB blieben die Lokomotiven bis zum Ende des Ersten Weltkrieges, danach wurden alle an private Gesellschaften weiterverkauft.

## TKVJ 7 und 8
Die Troldhede–Kolding–Vejen Jernbane erwarb 1918 die S 351 und die S 356. Sie erhielten die Nummern TKVJ 7 und TKVJ 8, waren bis 1933 im Einsatz und wurden dann ausgemustert und verschrottet.

## RHJ 5
Die Randers–Hadsund Jernbane erwarb 1918 die S 352. Sie erhielt die Nummer RHJ 5, war bis 1931 im Einsatz und wurde dann ausgemustert und verschrottet.

## HFJ 7
Die Hillerød–Frederiksværk Jernbane erwarb 1919 die DSB S 353. Sie erhielt die Nummer HFJ 7, war bis 1931 im Einsatz und wurde 1933 ausgemustert und verschrottet.

## SNNB 7
Die Stubbekøbing–Nykøbing–Nysted Banen erwarb am 23. September 1919 die S 354 zum Preis von 22.382 Kronen. Sie bekam die Nummer SNNB 7 und erhielt 1923 eine neue Kupferfeuerbüchse. Die Ausmusterung erfolgte 1925. 1931 wurde sie für 2.097 Kronen zur Verschrottung verkauft. Der Tender wurde bis etwa 1952 zur Unkrautbekämpfung benutzt.

## KRB 3
Die Køge–Ringsted Banen erwarb 1918 die S 355 für den Preis von 17.000 Kronen. Sie bekam die Nummer KRB 3, wurde 1930 ausgemustert und 1931 verschrottet.